# Xã Hobart, Quận Lake, Indiana
Xã Hobart (tiếng Anh: Hobart Township) là một xã thuộc quận Lake, tiểu bang Indiana, Hoa Kỳ. Năm 2010, dân số của xã này là 39.417 người.